# تيتلي
تيتلي Tetley هي شركة مصنعة للمشروبات، تأسست عام 1837 في يوركشاير في إنجلترا. وهي أكبر شركة شاي في المملكة المتحدة وكندا، وثاني أكبر شركة في الولايات المتحدة من حيث الحجم.
ينتشر عملها من حيث التصنيع أو التوزيع في حوالي أربعين دولة، وتبيع أكثر من ستين علامة تجارية لأكياس الشاي.
تمتلكها منذ عام 2000 شركة تاتا غلوبال بيفردجز (شركة تاتا العالمية للمشروبات) (واسمها السابق تاتا تي)، ومقرها في كالكوتا، مما جعلها ثاني أكبر مصنع للشاي في العام بعد شركة يونيليفر.